# ヘドウィグ (小惑星)
ヘドウィグ (476 Hedwig) は、小惑星帯に位置する小惑星の一つ。ルイージ・カルネラによって発見された。スウェーデン出身のデンマークの天文学者エリス・ストレームグレンにより、彼の妻にちなんで命名された。